# Phrynus pseudoparvulus
Phrynus pseudoparvulus är en spindeldjursart som beskrevs av Armas och Víquez 2002. Phrynus pseudoparvulus ingår i släktet Phrynus och familjen Phrynidae. Inga underarter finns listade i Catalogue of Life.